# Nga
Nga (ڠ) – litera rozszerzonego alfabetu arabskiego. Wykorzystywana jest w piśmie jawi, na którym oparty jest jeden z alfabetów języka malajskiego. Używana jest do oznaczenia dźwięku [ŋ], tj. spółgłoski nosowej tylnojęzykowo-miękkopodniebiennej dźwięcznej.  

## Postacie litery
| Postać: | izolowana | końcowa | środkowa | początkowa |
| ------- | --------- | ------- | -------- | ---------- |
| Wygląd: | ڠ‬         | ـڠ‬      | ـڠـ‬      | ڠـ‬         |

## Kodowanie
| Znak                   | ڠ                                       | ڠ                                       |
| ---------------------- | --------------------------------------- | --------------------------------------- |
| Nazwa w Unikodzie      | Arabic letter ain with three dots above | Arabic letter ain with three dots above |
| Kodowanie              | dziesiątkowo                            | szesnastkowo                            |
| Unicode                | 1696                                    | U+06A0                                  |
| UTF-8                  | 218 160                                 | da a0                                   |
| Odwołania znakowe SGML | &#1696;                                 | &#x06A0;                                |